# Atrophaneura semperi
Espèce
Statut de conservation UICN

LC : Préoccupation mineure
Atrophaneura semperi est une espèce de lépidoptères (papillons) de la famille des Papilionidae. Cette espèce est endémique des Philippines.

## Description

### Imago
L'adulte fait entre 11 et 15 cm d'envergure. Le corps est cramoisi avec des macules noires, les pattes, les antennes, les yeux et le dessous du thorax sont noirs. Les ailes antérieures sont de couleur gris-brun foncé avec des veines noires. Les ailes postérieures sont de même couleur avec, à l'avers, une marque blanchâtre plus ou moins marquée sur le bord intérieur. Au revers elles présentent des macules cramoisies plus ou moins étendues. Leur forme est dentelée, sans queue. La femelle est plus grande que le mâle et ses ailes postérieures sont plus dentelées. 

Les mâles des différentes sous-espèces sont assez similaires, mais les femelles présentent des différences marquées, en particulier à l'avers. Le corps de la femelle peut être rose, noir ou blanc dans sa partie supérieure, les ailes antérieures peuvent présenter des bandes blanches et les ailes postérieures peuvent avoir des macules rose pâle à l'avers.

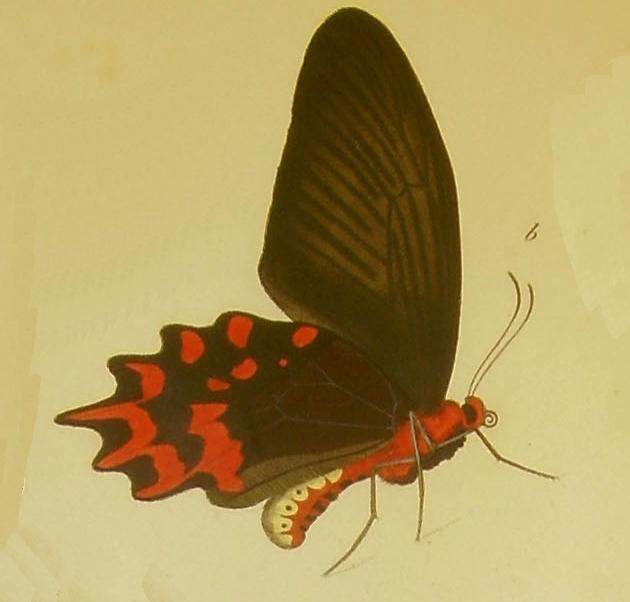
Atrophaneura semperi femelle (illustration)
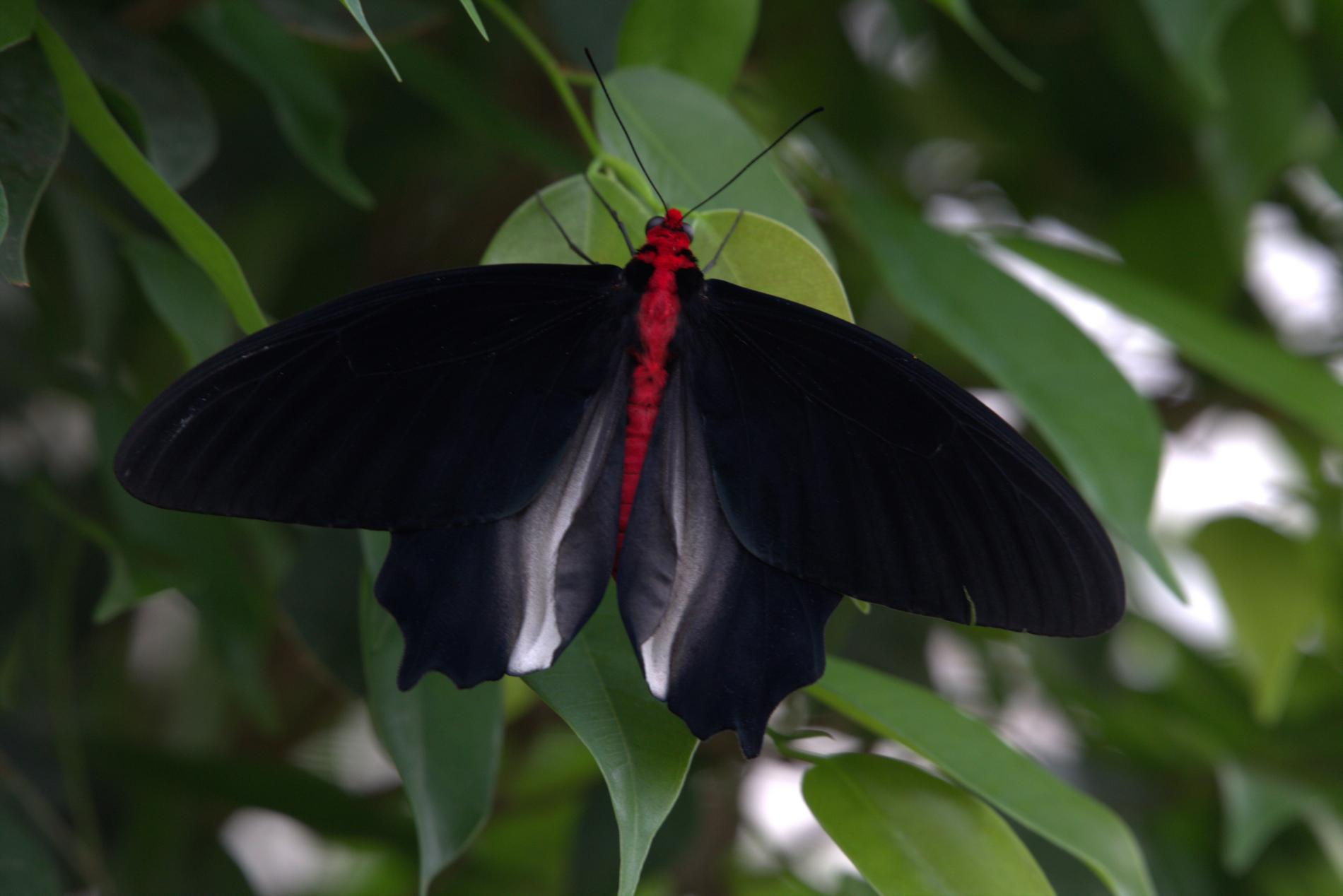
Atrophaneura semperi mâle

### Juvéniles

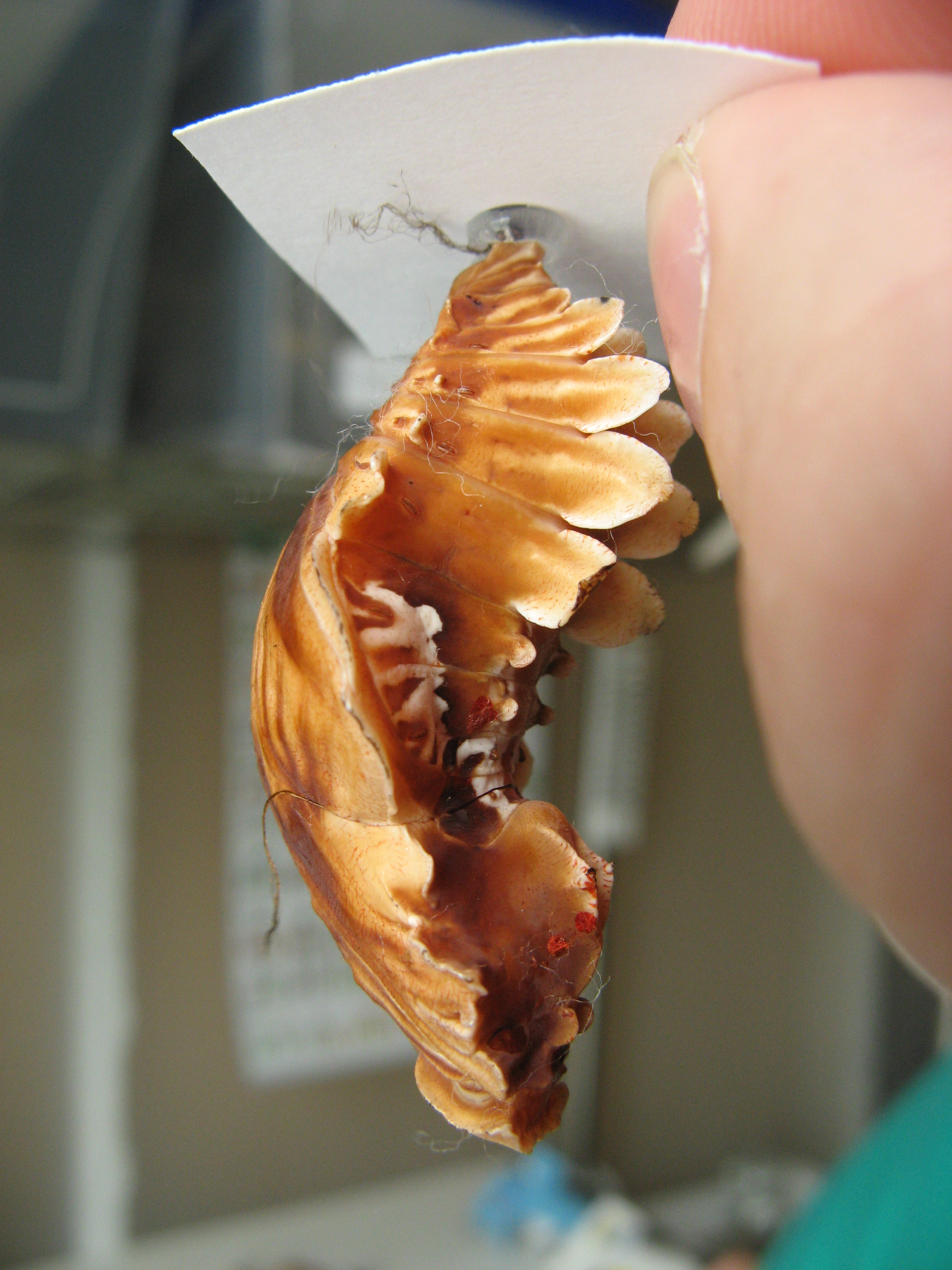
Chrysalide d’Atrophaneura semperi, vue de profil. La ceinture de soie a été cassée.

La chenille est brun violacée, avec des épines rouges.
La chrysalide est orangée, assez large, et porte une double rangée d'excroissance sur l'abdomen. Elle est attachée à son support par son cremaster et maintenue dans une position verticale par une ceinture de soie.

## Écologie
L'écologie de cette espèce est mal connue. Ce papillon vit sous un climat tropical. Les chenilles se nourrissent de plantes du genre Aristolochia mais l'espèce précise de la plante-hôte reste inconnue. 

## Habitat et répartition
Cette espèce est endémique des Philippines et est présente dans tout l'archipel, y compris sur l'île de Palawan. Les adultes volent dans les forêts d'altitude faible ou moyenne et les femelles ont été observées aussi bien dans les forêts primaires que secondaires. Les adultes se nourrissent sur les fleurs de Dona aurora et la sous-espèce A. s. lizae a été observée sur des buissons en fleur en fin d'après-midi. La sous-espèce A. s. aphthonia est présente dans les forêts de dipterocarpes des Monts Apo et Timpoong à Mindanao, entre 300 et 1 200 m d'altitude, tandis que la sous-espèce A. s. semperi est présente dans le même habitat mais sur le mont Musuan. À Bohol, la sous-espèce A.s. supernotae est souvent observée à la lisière des forêts à des altitude variable.

## Systématique
L'espèce Atrophaneura semperi a été décrite pour la première fois par Cajetan von Felder et son fils Rudolf Felder en 1861 dans la revue Wiener entomologische monatschrift, sous le nom Papilio semperi. Le nom de l'espèce rend hommage au Dr. Charles Semper dans la collection duquel le premier spécimen décrit se trouvait. L'espèce fut ensuite placée dans le genre Atrophaneura sous le nom Atrophaneura semperi. 

## Synonymie
D'après funet : 
- Papilio semperi C. & R. Felder, 1861
- Atrophaneura erythrosoma Reakirt, 1865

### Sous-espèces
- A. semperi semperi : Camiguin (dans les îles Babuyan), centre et nord de Luçon, Polillo[2].
- A. semperi melanotus : Palawan et îles Calamian
- A. semperi albofasciata : Mindoro
- A. semperi supernotatus : Bohol, Cebu, Leyte, Panaon et Samar
- A. semperi baglantis : Negros
- A. semperi aphthonia : île Camiguin (près de Mindanao), Dinagat, Mindanao et Siargao
- A. semperi imogene : Sibuyan
- A. semperi lizae : Panay
- A. semperi sorsogona : sud-est de Luçon
- A. semperi justini : Masbate

## Menace et conservation
Atrophaneura semperi n'est pas considéré comme menacé à l'échelle mondiale en raison de son aire de répartition assez vaste. Il existe néanmoins peu d'informations sur l'évolution de la population et il est possible que l'espèce soit affectée par la déforestation et la collecte pour les collectionneurs. La sous-espèce A. semperi aphtonia est considérée comme rare et menacée.